# Cerreto Castello
Cerreto Castello est une ancienne commune italienne, hameau (ou frazione) de la commune de Quaregna Cerreto, de la province de Biella dans le Piémont, située dans le nord de l'Italie.

## Administration
| Période                                  | Période | Identité | Étiquette | Qualité |
| ---------------------------------------- | ------- | -------- | --------- | ------- |
|                                          |         |          |           |         |
| Les données manquantes sont à compléter. |         |          |           |         |

### Communes limitrophes
Cossato, Quaregna, Valdengo, Vigliano Biellese